# Лафіт

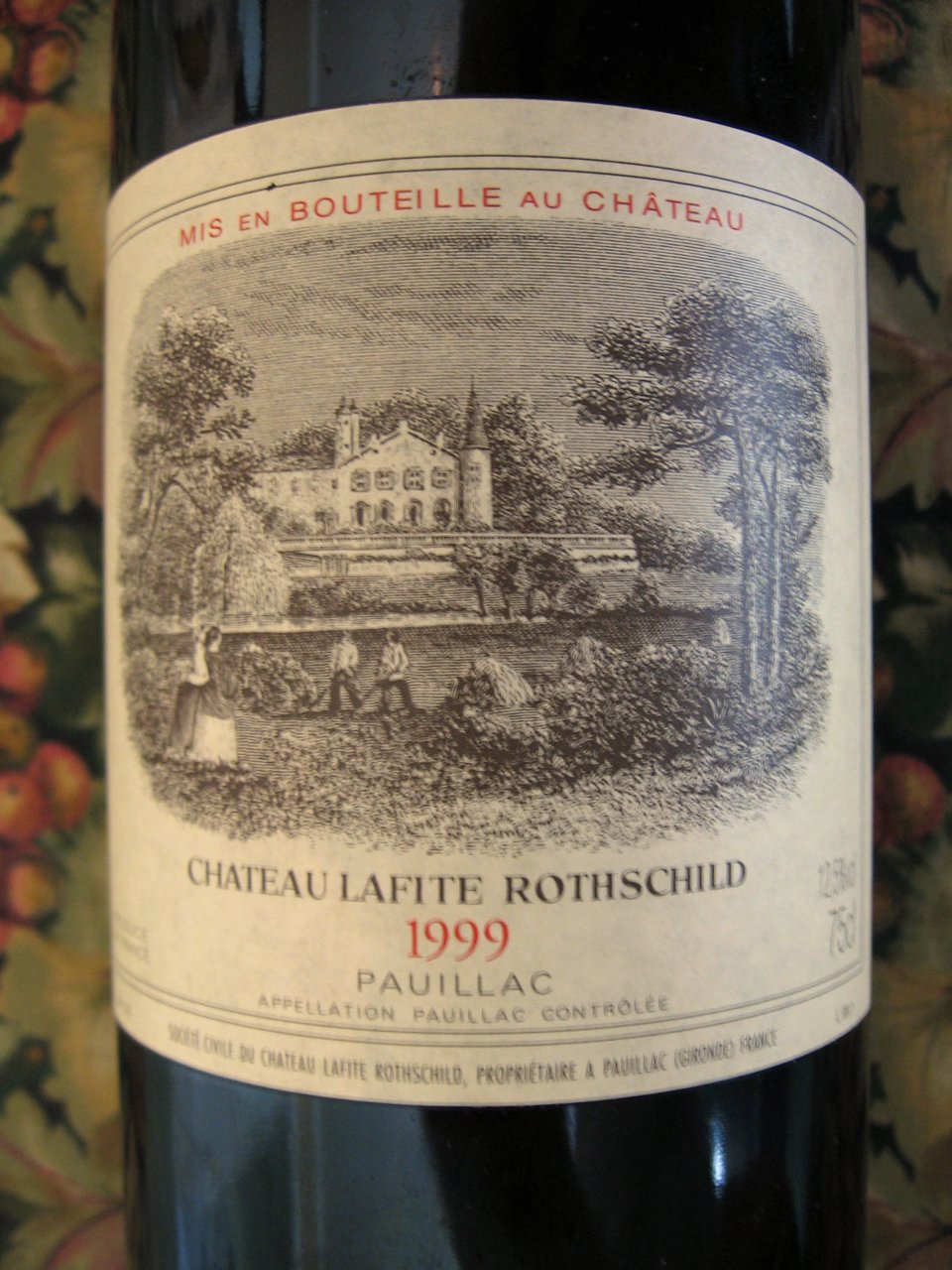
Пляшка лафіта

Лафіт (точніше, Шато Лафіт, фр. Chateau «Lafite-Rothschild») — французьке червоне вино бордоського типу з округу Медок.

## Загальний опис
Як й інші червоні вина, лафіт подавався в підігрітому вигляді до головної м'ясної страви.
Виноградники Лафіт в 1868 році були куплені Ротшильдами, що зумовили свою позику царському уряду обов'язком Росії імпортувати лафіт, причому в досить значних кількостях. Ця обставина сприяла тому, що слово «лафіт» через пресу й головним чином через виноторгову мережу стало відомим в широких народних колах і врешті-решт перетворилося на синонім будь-якого закордонного дорогого вина.
Від імені «Лафіт» походять назви лафітної чарки або лафітника, тобто чарки з подовженим туловом циліндричної або слабоконічної форми ємністю 125—150 мл, що застосовувалась для столових вин, лафітний стакан — склянка такої ж місткості.
Вино набуло поширення в Росії в останній третині XIX століття як один із основних видів імпортного вина.